# Marcus Furius Camillus
Marcus Furius Camillus (circa 446-365 v.Chr.) was een belangrijk Romeins staatsman en militair van Patricische afkomst. Volgens Livius was hij censor in 403 v.Chr., mocht vier keer een triomftocht houden en werd vijf keer tot dictator verkozen. Hij werd geëerd met de titel Tweede stichter van Rome.
Camillus veroverde in 396 v.Chr. de Etruskische stad Veii, destijds de belangrijkste rivaliserende stad van het Rome, na een tien jaar durend belegering. Nadat hij beschuldigd werd van het oneerlijk verdelen van de veroverde buit, ging Camillus vrijwillig in ballingschap in Ardea. De burgers verweten hem ook hoogmoedig patricisch gedrag; toen hij op zijn triomftocht de stad binnen reed op een strijdwagen voortgetrokken door vier witte paarden, deed hij ook nog eens de herinnering herleven aan de verdreven Romeinse koningen. 
Tijdens de inval van de Galliërs en hun belegering van de Capitolijn in 387 v.Chr., riepen de Romeinen Camillus weer terug uit ballingschap en benoemden hem tot dictator. Ondertussen werden de Galliërs met 1000 Romeinse gouden ponden afgekocht en verlieten de stad. Volgens Livius verzamelde Camillus de gevluchte Romeinse soldaten uit de naburige steden, trok met hen op naar Rome en vernietigde ten zuiden van de stad het terugtrekkende Gallische leger. Camillus kon de Romeinen ervan weerhouden hun verwoeste stad te verlaten om naar Veii te verhuizen. In plaats daarvan ging men Rome weer van de grond af opbouwen. 
Nadien streed hij met succes tegen de Aequi, Volsci, Etrusken en sloeg een nieuwe invasie van de Galliërs af in 367 v.Chr. Hoewel hij een echte patriciër was, zag hij de noodzaak in om concessies te doen aan de plebejers en ondersteunde de invoering van de Wetten van Licinius en Sextius. 
Camillus stierf in 365 v.Chr. op 81-jarige leeftijd bij een pestepidemie.

## Vroegere leven
Camillus behoorde tot het geslacht van de Furii Camilli, afkomstig uit de Latijnse stad tusculum. Hoewel deze stad een bittere vijand was geweest van de Romeinen in ongeveer 490 voor Christus, steunde Tusculum – in tegenstelling tot de meeste Latijnse steden – Rome, nadat zowel de Volsci en Aequi Rome de oorlog verklaard hadden. De Furii werden snel geïntegreerd in de Romeinse maatschappij, waar ze een lange reeks van ambtelijke functies verzamelden. Zo waren de Furii een belangrijke Romeinse familie geworden tegen 450 voor Christus.
De vader van Camillus was Lucius Furius Medullinus, een patricische tribuun met dezelfde macht als een consul. Camillus had zeker meer dan drie broers: de oudste was Lucius, die zowel consul als tribuun met dezelfde macht als een consul geweest was. Het Latijnse woord camillus betekent eigenlijk misdienaar bij religieuze rituelen. Tijdens Camillus' jeugd was zijn familielid Quintus Furius Paculus de Romeinse pontifex maximus.
De tribuni militum consulari potestate waren verkozen tribunen met dezelfde macht als een consul tijdens de zogenaamde Standenstrijd, de strijd tussen de Patriciërs en het Plebs om gelijke rechten. Deze tribunen dienden voor het eerst in 408 v.Chr. en dan voortdurend vanaf 408 v.Chr. tot 394 v.Chr. en opnieuw tussen 391 en 367 voor Christus. Dit ambt werd ingevoerd, samen met de magistratuur van de censor, om de plebejers een hoger ambt te kunnen geven zonder het ambt van consul te hebben. Op dat moment in de geschiedenis van Rome konden de plebejers niet verkozen worden voor de hoogste magistratuur als consul, terwijl ze wel verkozen konden worden als tribunus militum consulari potestate.

## Vroege carrière
Camillus was een opmerkelijke soldaat geweest tijdens de oorlogen met de Aequi en de Volsci. Vervolgens werd hij een militaire tribuun. In 403 v.Chr. werd hij benoemd tot censor met Marcus Postimius Albinus Regillensis en nam, door zware belastingen op te leggen, actie om de financiële problemen op te lossen die voortkwamen uit de aanhoudende militaire veldtochten.

## Tegen Veii
In 406 v.Chr. verklaarde Rome de oorlog tegen haar rivaliserende Etrurische stad Veii. De stad Veii was machtig en bevond zich op een goed verdedigde en verhoogde plaats. Dit dwong de Romeinen om een beleg te beginnen dat verschillende jaren zou voortduren. In 401 voor Christus, toen de oorlog steeds minder populair begon te worden in Rome, werd Camillus aangesteld als tribunus militum consulari potestate. Hij nam de leiding van het Romeinse leger op zich, en in een korte tijd viel hij twee bondgenoten van Veii aan, Falerii en Capena, die hem weerstonden achter hun muren. In 398 v.Chr. kreeg Camillus echt de macht van een tribunus militum consulari potestate en slaagde er daarna in om Capena te plunderen.

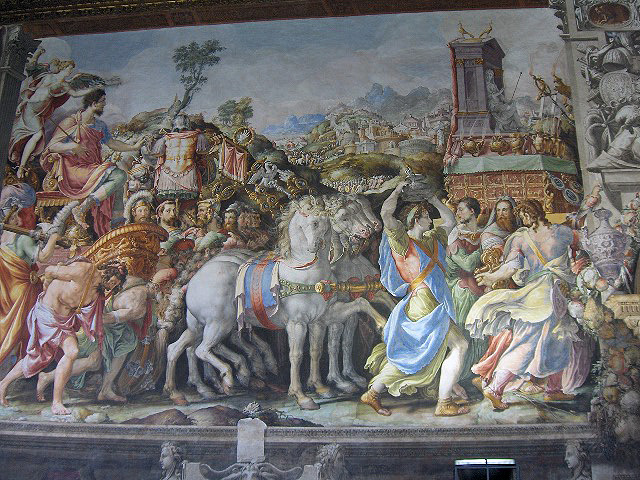
Francesco Salviati, Triomf van Furius Camillus, fresco op de oostelijke muur van de Sala dell'Udienza, Palazzo Vecchio, Firenze.

Toen Rome zware nederlagen leed in 396 voor Christus, in het tiende jaar van deze oorlog, riepen de Romeinen opnieuw Camillus aan, die voor het eerste keer tot dictator aangesteld werd. Na zowel Falerii en Capena verslagen te hebben bij Nepete, beval Camillus om Veii de laatste slag toe te brengen. Hij groef tunnels door de zachte aarde onder de muren van de stad en liet de Romeinen infiltreren in de stad hierdoor, waardoor hij de vijand kon verslaan. Omdat hij niet geïnteresseerd was in vredesvoorstellen, maar in de complete vernietiging van Veii, slachtten de Romeinen de gehele volwassen mannelijke bevolking af en maakten slaven van alle vrouwen en kinderen. Er werd veel geplunderd. Voor de slag had Camillus de hulp van Mater Matuta aangeroepen, en hij stal het standbeeld van Juno voor Rome. Terug in Rome paradeerde Camillus op een quadriga, een strijdwagen getrokken door vier paarden, en de vieringen duurden vier dagen. Plutarchus schreef hierover:

Camillus... nam meer voor zichzelf dan een magistraat voor het volk of een gewettigde magistraat zou doen; onder andere dingen, in de trots en hoogmoed van zijn triomf, rijdend door Rome in een strijdwagen getrokken door vier witte paarden, wat geen enkele generaal hem ooit had voorgedaan; want de Romeinen beschouwen zo'n soort vervoermiddel als heilig, en enkel voorbehouden voor de koning en de vader van de goden. Dit vervreemde de harten van zijn medeburgers, die niet gewend waren aan zo'n pracht en praal.
— Plutarchus

Camillus hield het plan van het plebs om Veii te herbevolken met de helft van de Romeinen tegen. Het zou de armoedeproblemen opgelost hebben, maar de Patriciërs verzetten zich hiertegen. Camillus verlengde het project echter opzettelijk voordat ervan werd afgezien. Camillus haalde zich nog meer moeilijkheden op de hals door zijn belofte om een tiende van de plundering toe te wijden in Delphi aan Apollo. De Romeinse waarzeggers meldden dat de goden hier niet tevreden waren hierover, en daarom beschuldigde de senaat de burgers en het goud werd teruggehaald.

### Nasleep

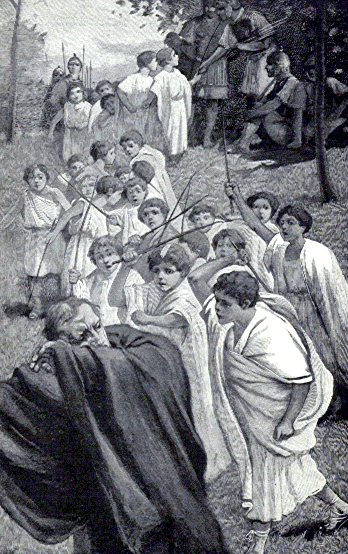
De Schoolmeester Gestraft op bevel van Camillus.

Om af te rekenen met Falerii, de laatste overgebleven vijand van deze oorlog, werd Camillus opnieuw tot tribunus militum consulari potestate benoemd in 394 voor Christus. Hij greep de kans om het bittere conflict tussen de Romeinse sociale klassen te verleggen naar een vereniging extern conflict. Hij belegerde Falerii en hij, nadat hij het voorstel van een lokale schoolmeester die het grootste deel van de lokale kinderen had overgegeven aan de kinderen had geweigerd omdat hij het als oneervol beschouwde, kregen de mensen van Falerii gratie, en Rome sloot vrede met de stad.
Het volledige Italische schiereiland was onder de indruk door de overwinningen van de Romeinen onder Camillus. De Aequi, Volsci en Capena stelden vredesverdragen voor. Rome vergrootte haar grondgebied met zeventig procent en een stuk van het land werd verdeeld onder hulpbehoevende burgers. Rome was de machtigste natie van het centrale schiereiland geworden.

## Verbanning
De Romeinen waren ongedurig omdat Falerii niet geplunderd was. Verder weigerde Camillus zowel de herverdeling van het land als de Romeinse herbevolking van Veii. Daardoor werd hij beschuldigd door zijn politieke tegenstanders voor het verduisteren van de Etruskische buit.
De vrienden van Camillus zeiden aan hem dat, hoewel de veroordeling onafwendbaar leek, ze zouden helpen om de boete te betalen. Camillus versmaadde dit, want hij opteerde voor een verbanning. Hij verliet Rome met zijn vrouw en Lucius, zijn overlevende zoon, en ging naar Ardea. In zijn afwezigheid werd Camillus veroordeeld tot een boete van 1.500 denarii.

## De Galliërs en de Tweede Stichting van Rome
De Galliërs, die al het grootste deel van Etrurië hadden binnengevallen, bereikten toen Clusium en de mensen van deze stad wendden zich tot Rome om hulp te vragen. De Romeinen lokten een schermutseling uit met de Galliërs, die daardoor recht naar Rome begonnen te marcheren (juli 390 v.Chr.). Nadat het volledige Romeinse leger verslagen werd bij de Allia (Slag aan de Allia), werd het nu weerloze Rome ingenomen door de aanvallers. De rest van het Romeinse leger trok zich terug naar het verlaten Veii, vermits de meeste burgers naar het Etruskische Caere gingen. Niettemin bleef een omcirkeld Romeins garnizoen zich verzetten op het Capitool. De Galliërs huisden zich in de stad, terwijl ze hun voorraden konden krijgen door alle dichtbijgelegen dorpen te vernietigen om te plunderen.
Toen de Galliërs naar Ardea gingen organiseerde de verbannen Camillus het lokale leger om de stad te verdedigen. Hij zei aan de inwoners van de stad dat de Galliërs hun verslagen vijanden altijd tot de laatste man vermoordden. Camillus zag ook dat de Galliërs afgeleid waren, want ze vierden hun laatste plunderingen, wat leidde tot veel dronken mannen in het kamp. Daarom viel hij hen aan tijdens de nacht en versloeg de vijand gemakkelijk, wat leidde tot grote verliezen bij de Galliërs. Door deze actie werd Camillus bejubeld door alle andere Romeinse bannelingen in de regio. Nadat hij een voorstel om noodgedwongen generaal te worden afgewezen had, sloop een Romeinse boodschapper in het Capitool en daar stelden de senatoren Camillus aan als dictatpr voor een jaar met de taak om de Galliërs het hoofd te bieden. Bij de Romeinse basis bij Veii verzamelde Camillus een leger van 12.000 man met mannen die zich bij hem aansloten vanuit het gehele gebied.
De Galliërs kunnen slecht voorbereid geweest zijn voor het beleg, want er brak een epidemie uit onder hen als resultaat van het niet begraven van de doden. Brennus, de leider van de Galliërs, en de Romeinen sloten met hem een vredesverdrag toen ze ermee instemden om 500 kg goud te betalen aan hem. Volgens de traditie, om het nog erger te maken, werd er ontdekt dat Brennus zwaardere gewichten dan standaardgewichten gebruikte om het goud te wegen. Toen de Romeinen hierover klaagden, zou Brennus zijn zwaard en riem er nog bij gegooid hebben en in het Latijn geroepen hebben, "Vae victis!" ("wee de overwonnenen").
Volgens sommige Romeinse historici was het op dat moment dat Camillus aankwam met een Romeins leger en antwoordde, nadat hij zijn zwaard bij het goud legde, "Non auro, sed ferro, recuperanda est patria"" ("niet met goud, maar met ijzer moet het vaderland herwonnen worden"), en hij viel de Galliërs aan. Er volgde een gevecht in de straten van Rome, maar geen enkel leger kon effectief vechten in de nauwe straten en steegjes. Het Gallische en Romeinse leger verlieten de stad en vochten de volgende dag. Camillus' leger slaagde erin om het Gallische op de vlucht te drijven. De Romeinen noemden Camillus een "tweede Romulus", een tweede stichter van Rome.
Camillus bracht een offer voor de succesvolle terugkeer en beval de heropbouw van de tempel van Aius Locutius. Toen orators van het plebs opnieuw voorstelden om Veii te herbevolken, beval Camillus een debat in de senaat en bepleitte het blijven in Rome. De senaat stemde unaniem in in Camillus' idee en beval de heropbouw van Rome. Omdat de senaat nu opstanden van het plebs vreesde, weigerde ze Camillus' vragen om zijn ambt van dictator neer te leggen voor deze geëindigd was. Dit maakte Camillus de langst regerende van alle Romeinse dictators tot Sulla en Julius Caesar.

## Tweede Regionale Oorlog
De heropbouw van Rome nam een volledig jaar in beslag. Gedurende die tijd vielen de Volsci en Aequi het Romeinse grondgebied binnen, enkele Latijnse naties rebelleerden, en de Etrusken belegerden Satricum, dat een Romeinse bondgenoot was. Om deze crisis in 389 v.Chr. het hoofd te kunnen bieden, werd Camillus, die op dat moment krijgstribuun was, opnieuw aangesteld tot dictator.
Toen de vijanden Rome belegerden, versloeg Camillus de meesten van hen op de berg Marcius, door hun palissades in brand te steken tijdens de windige uren van de ochtend. Daardoor kon Camillus' leger nu naar het zuidoosten gaan om de Volsci te verslaan in de slag bij Maecium, niet ver van Lanuvium (389 v.Chr.). Camillus ging daarna verder om Bola (de hoofdstad van de Aequi) te veroveren, waardoor hij de Aequi kon onderwerpen. De Romeinen verloren echter ook Satricum en Camillus slaagde er niet in om Antium in te nemen, de hoofdstad van de Volsci.
Uiteindelijk kwam Camillus aan in Satricum waaruit de bevolking net verdreven was door de Etrusken. Camillus had gedacht dat de Etrusken hun overwinning onstuimig zouden vieren in Satricum, en daarom ging hij daarnaartoe om ze aan te vallen; de Etrusken waren zodanig onder invloed dat Camillus Satricum gemakkelijk kon heroveren.
Na deze veldtocht hield Camillus een Triomftocht in Rome. Dankzij Camillus hadden de Romeinen hun militaire sterkte en hun gereedheid voor het offensief kunnen bewijzen.

## Verdere leven

### Tribunus militum consulari potestate(384 v.Chr.)
In 384 v.Chr. werd Camillus opnieuw tribunus militum consulari potestate. Zijn ambtstermijn was echter veelbewogen, hoofdzakelijk door de charismatische Marcus Manlius Capitolinus, die zijn grootste tegenstander was geworden en rond wie de plebejers zich hadden verzameld. Terwijl er gezegd werd dat Capitolinus ambities had om koning te worden, tijgt hij Camillus aan met precies dezelfde koningachtige beschuldiging. Niettemin werd Capitolinus berecht en geëxecuteerd.

### Tribunus militum consulari potestate(381 v.Chr.)
De zuidelijk Latijnse stammen stonden minachtend tegenover de Romeinen na hun laatste expeditie. Nadat ze Antium en verschillende andere steden van de Volsci hadden verenigd, waaronder ook de Latijnse steden Praeneste en Velitrae, bevrijdden ze Satricum, en doodden alle Romeinse inwoners. Door deze crisis werd Camillus voor de zesde keer benoemd tot tribunus militum consulari potestate.
Camillus' gezondheid was slecht maar zijn verlangen naar een pensioen werd geweigerd. Camillus besliste dan dat hij zijn ambt zou uitvoeren via zijn zoon Lucius. Zo hield Camillus dus zijn veldtochten. Op het slagveld kon Lucius echter niet goed omgaan met zijn plichten, hoewel Camillus hem probeerde te helpen met de militaire acties terwijl hijzelf op een veilige plaats in een verder kamp bevond, en daarom moest Camillus zich toch naar het slagveld verplaatsen en zo konden de Romeinen hun vijand verslaan. Camillus ging daarna naar Satricum met de jongste mannen uit het leger en de stad werd heroverd.
Omdat vele krijgsgevangenen afkomstig waren uit Tusculum, leidde Camillus de Romeinen daarheen en de stad werd zonder bloedvergieten geannexeerd, en haar burgers kregen alle rechten van een Romeinse burger, omdat de Furii oorspronkelijk uit Tusculum afkomstig waren.
Na deze gebeurtenissen besloot Camillus dat hij definitief met pensioen zou gaan.

### Romeinse dictator (368 v.Chr.)
Desalniettemin werd Camillus in 368 v.Chr. nog eens aangesteld tot dictator in naam vanwege de oorlog tegen Velitrae. In Rome planden de patriciërs uit de senaat echter om Camillus te gebruiken als invloed op het geprikkelde plebs omdat de strijd tussen het plebs en de patriciërs opnieuw verhevigd was door een zware economische verslechtering.
De populisten eisten dat een van de twee consuls altijd uit het plebs zou komen. Met een valse militaire rekrutering probeerde Camillus de raad van het plebs te misleiden zodat de raad wellicht niet zou bijeenkomen. De woedende plebejers stonden op het punt om Camillus te straffen toen hij zijn ambt als dictator neerlegde.

### Romeinse dictator (367 v.Chr.)
Omdat de Galliërs opnieuw naar Latium optrokken, herenigden alle Romeinen zich opnieuw ondanks hun sterke verschillen. Camillus werd in 367 v.Chr. voor de vijfde keer aangesteld als dictator. Hij organiseerde de verdediging van Rome. Op bevel van Camillus werden de Romeinse soldaten voorzien van goed beschermende wapenrustingen tegen het belangrijkste Gallische wapen: de zware slag van hun zwaarden. Er werden zowel ijzeren helmen als met messing omrande schilden gemaakt. Er werden ook lange pieken verdeeld onder de soldaten om de vijandelijke zwaarden op een afstand te kunnen houden.
De Galliërs sloegen hun kamp op bij de rivier de Anio, met veel buit van recente plunderingen. Dicht bij hen, vanop de Albaanse Heuvels, ontdekte Camillus hun desorganisatie, die te wijten was aan hun vieringen. Daarom viel de Romeinse lichte infanterie de Gallische verdedigingen aan voor zonsopkomst, waarna de Romeinse zware infanterie en piekeniers hun vijanden afmaakten. Na de slag gaf Velitrae zich vrijwillig over aan Rome. Terug in Rome hield Camillus opnieuw een triomftocht.

## De Standenstrijd
In Rome drongen de plebejers verder aan op hun voor ogen geziene consulsysteem. De patriciërs weigerden echter opnieuw tot een compromis te komen en zochten opnieuw hun bescherming achter Camillus. De populisten probeerden Camillus te arresteren maar hij riep net op tijd een senaatsvergadering bijeen en overtuigde de senaat zich neer te leggen bij de vraag van het volk, uitgevaardigd door het plebs als de Leges Liciniae Sextiae (367 v.Chr.). Er werd ook een nieuwe magistratuur ingevoerd, open voor zowel patriciërs als plebejers, het pretorschap.
De creatie van deze nieuwe magistratuur werd gevolgd door een algemene viering. Camillus beval de constructie van de Tempel van Concordia, die gebouwd zou worden naast het Forum Romanum.

## Dood
Een dodelijke pestepidemie trof Rome, en eiste het leven van vele belangrijke Romeinen, onder wie Camillus. Hij stierf in 365 voor Christus. Er werd veel getreurd over de dood van de "tweede stichter van Rome".